# レディーエリオット島

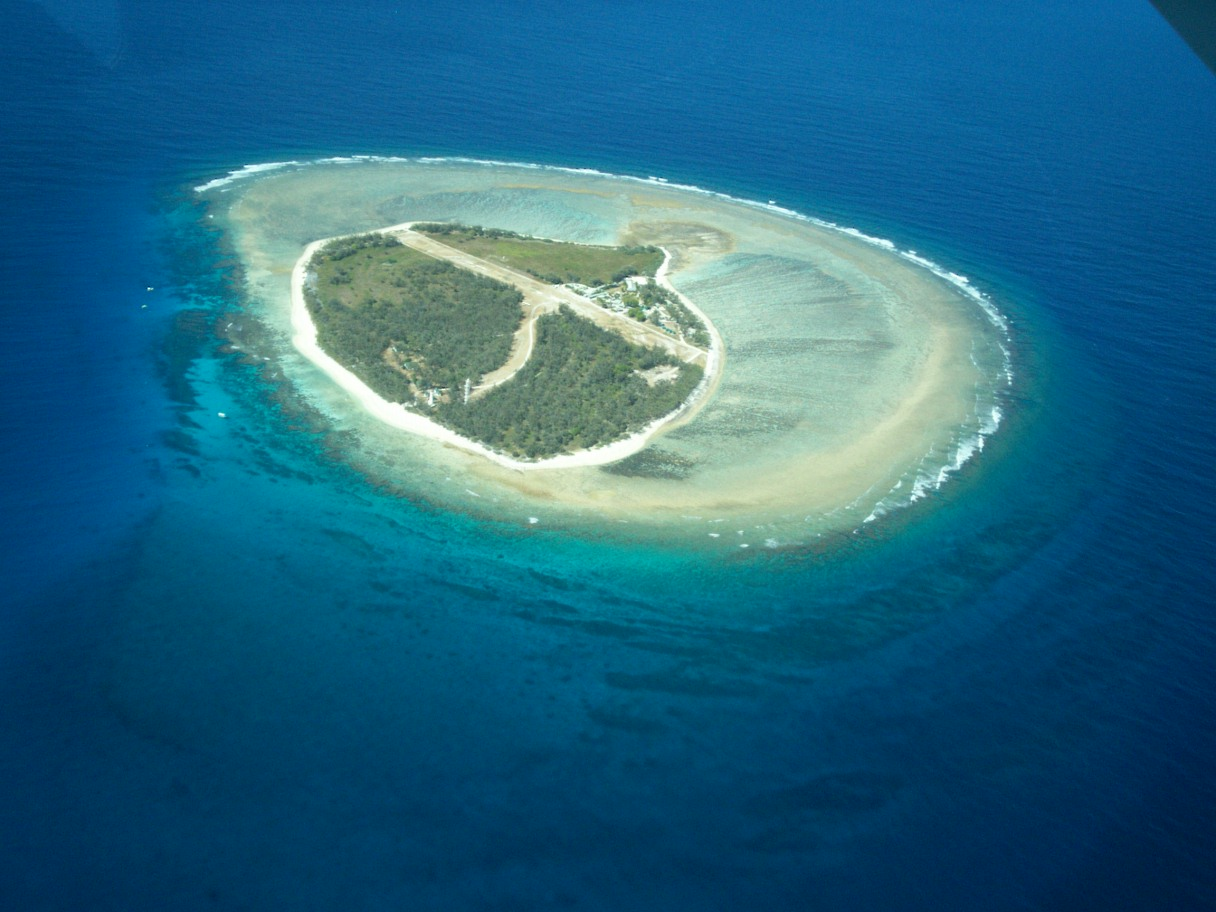
上空から見たレディーエリオット島

レディーエリオット島またはレディエリオット島（英: Lady Elliot Island）は、オーストラリアのグレート・バリア・リーフ最南端のサンゴのキー (島)。島はクイーンズランド州・バンダバーグの85 km北東に位置し、面積は45ヘクタール。グレート・バリア・リーフの島、暗礁群であるカプリコーンとバンカー群に属し、オーストラリア連邦政府の所有となっている。島は小規模なエコツーリズムの拠点ともなっており、バンダバーグやハービー・ベイ、ブリスベン、ゴールドコーストから毎日運航されている飛行機用の仮設滑走路も備えている。
レディーエリオット島は、グレート・バリア・リーフ海洋公園内でグレート・バリア・リーフ海洋公園局（Great Barrier Reef Marine Park Authority, GBRMPA）により設定された「グリーン・ゾーン」(Green Zone)と呼ばれる、規制が最高度の区域内にあり、 海草藻場やマングローブ林、深海の砂州やサンゴ等の、野生動物にとっての重要な産卵、育児場所を保護することで域内の生物多様性が守られている。
また、島はスクーバダイビングやシュノーケリングの名所としても知られており、グレート・バリア・リーフ最南端の、大陸の海岸から離れた場所にあることから、最高度の水の透明度にも恵まれている。

## 植物相
島は珍しいことにサンゴの破片が寄り集まってできている。通常、この型のキー (島)は、狭すぎて真水を保持できないか、地形が変動しやすく植物が生育できないことが多いが、この島にはトゲミウドノキが自生していた。グアノの採掘により島の植物類は完全に破壊され、もともとあった樹木で生き残っている種は8種のみである。

## 動物相
島周囲の海域は、釣りはおろか海から一切の物を持ち去ることが禁止されているため、海洋動物が豊富に生息している。島の周囲に生息するプランクトンに引き寄せられ、オニイトマキエイも多く生息している。また、島周辺の海域でモンツキテンジクザメもしばしば観測されている。

### カメ類
グレート・バリア・リーフはウミガメ類の生息地として世界でも重要な地域であり、中でもレディーエリオット島はその中心的な生息地となっている。毎年11月から3月の間には、 アオウミガメやアカウミガメが、自らが50年前に生まれたのと同じ浜辺に上陸する。このようなレディーエリオット島でのウミガメの産卵は、1期間中に9回にも上ることもあり、1匹のウミガメは1回に80 個から120 個の卵を産卵する。産卵の8～12週後に子供が孵り、産卵場所から海へ向かう(1月～4月の間)。

### クジラ類
レディーエリオット島はハービー・ベイの北に位置し、ザトウクジラの出産場所としても名高い。6月から10月の春から冬にかけての期間、島周囲の海域では、クジラを普通に見ることができる。クジラの観察は通常、島へ向かう飛行機からや、シュノーケリング中、船からのダイビング中、島の浜辺から行うことができ、島周囲を泳いでいる時に水中でクジラの鳴き声を期間中はほぼ毎日聴くことができる。

### 鳥類
レディーエリオット島は、グレート・バリア・リーフの島々の中でも、最も海鳥類の多様性に富んでいる島である。グレート・バリア・リーフ南部の固有種で、小柄なカプリコーンメジロも、この島で見られるほか、ナンヨウクイナの生息地でもある。また、その他海鳥類にとっても重要な巣作りの場となっている。島の岩礁は50種以上もの南洋の渡り鳥、渉禽類の中継地となっている。夏の繁殖期には100,000羽以上の鳥類がレディーエリオット島に巣を作る。
レディーエリオット島に巣を作る海鳥類には以下の種が含まれる:
- カツオドリ
- コグンカンドリ
- アジサシ亜科: エリグロアジサシ、マミジロアジサシ、オオアジサシ 、ベニアジサシ、セグロアジサシ
- ヒメクロアジサシ
- アカオネッタイチョウ[8]
- ギンカモメ
- オナガミズナギドリ
- クロサギ

## 歴史

### 起源
紀元前1500年頃、サンゴの破片が積み重なって海面上に表出したのがレディーエリオット島の起源であり、続く3,000年間に、キー (島)に成長した。レディーエリオット島が崩壊せずに持ちこたえたのは、サンゴの破片が鳥の糞や海浜堆積物と混ざって固くなり、ビーチロックが形成されたからである。島全体に同心円状に隆起した礫 があるのは、島が何世紀もの間、時折発生した嵐により沈殿物が集積したことによる進均作用(陸地からの岩屑物によって海岸付近の海面が埋められ、海岸線が海に前進すること)で形成されたことの証拠である。

### 最初の商業開発
1805年に、ジェームズ・アトキン(James Atckin)がナマコを食用に採取する事業を始めたのが島の最初の商業開発とされる。ナマコは浅瀬から採取されると乾燥、燻製された後、アジアやマレー社会に1トン 180ポンド以上で輸出された。

### 公式な発見
1816年、島はトーマス・スチュアート(Captain Thomas Stuart)により公式に発見され、彼の乗艦船である「レディーエリオット号」(The Lady Elliot)に因んで名づけられた。 「レディーエリオット号」はイギリス領インドのベンガル で建造され、コルカタで船籍登録された353トン級の船で、インドの植民地長官であったヒュー・エリオット卿の妻の名に因んで命名された。船はシドニーからの帰航途中、クイーンズランド州ノース・クイーンズランドカードウェル付近の岩礁に衝突し、その岩礁も「レディーエリオット・リーフ(岩礁)」(Lady Elliot Reef)と呼ばれている。

### グアノ採掘
1863年、メルボルンのJ.アスカナス(Mr J. Askunas)がクイーンズランド州政府から、年間300ポンドのグアノの10年間の採掘権を取得し、1864年8月23日にホバートのW.I. クローザー博士(Dr W.I. Crowther)の手に渡った。クローザー博士は1873年末まで採掘を続けた。採掘作業は中国人やマレー人の労働者によって行われ、オーストラリア本土やニュージーランドへ運ばれた。この時期を通じて、グアノとともに地表の土壌が3フィート(約0.9メートル)程取り除かれるとともに、徐々に島の樹木が伐採された。1874年 、グアノの採掘は終焉したが、島の植物相の損傷は深刻で、灯台(後述)の職員達により植物相の再生活動が行われるのは1966年になってからだった。彼らの活動は早期に実を結び、各種の海鳥の中継地点として島は再生した。

### 灯台

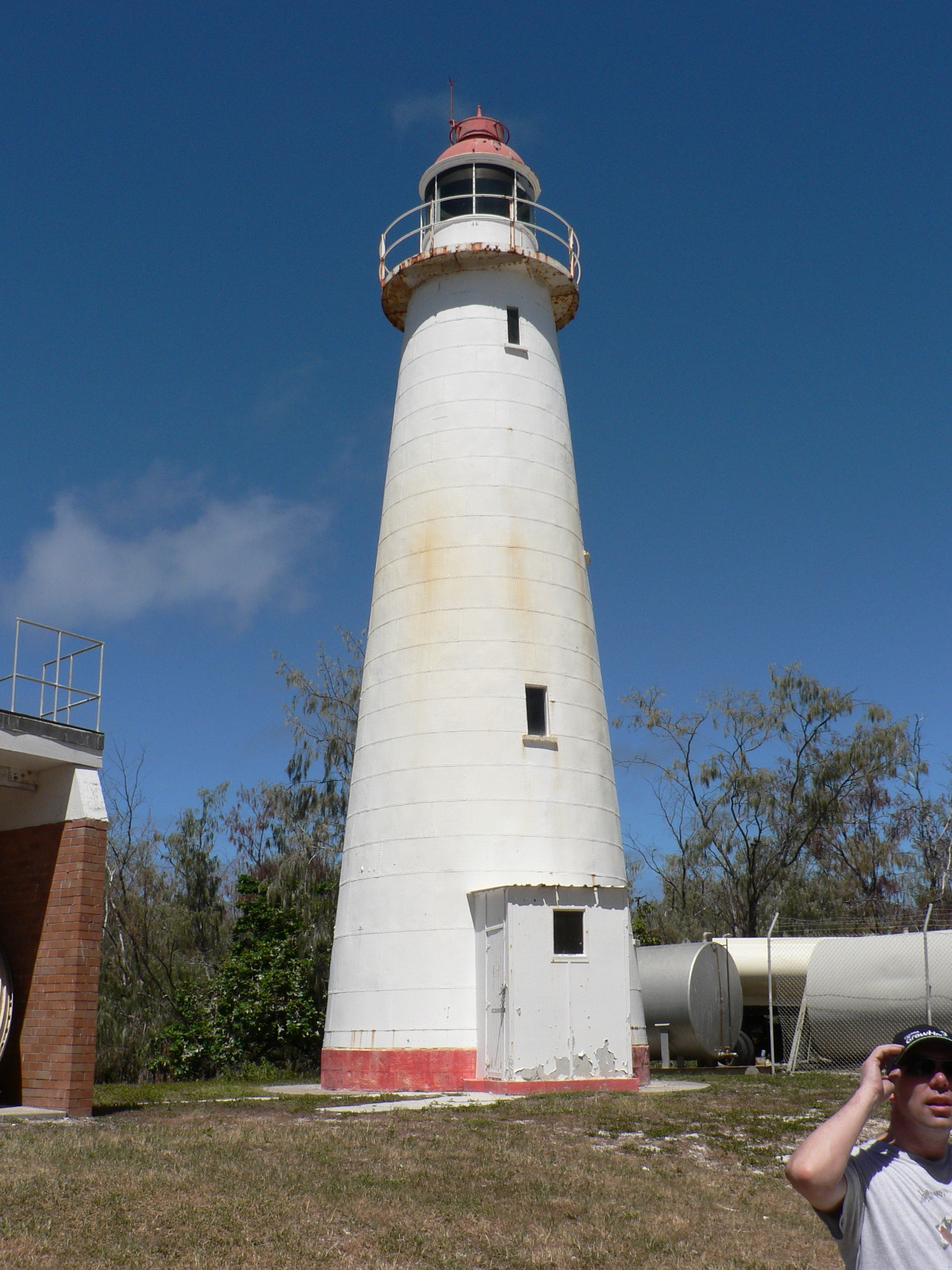
レディーエリオット島の古い灯台

島に最初の灯台が建設されたのは1866年である。クイーンズランド州内では3番目に建設された灯台であり、グレート・バリア・リーフの沖合では最初に建設された灯台であった。最初の建造物は6年後の サイクロンで破壊され、1873年に、レディーエリオット島灯台として再建された。この灯台は木造の梁に鋳造した鉄の合板をかぶせた構造で、イギリスで製造したものを分解して島まで運んだものであり、国の文化遺産として登録されている。高さは15メートルで凡そ30キロメートル先まで洋上を照らしていた。この灯台は1995年まで使用され続けたが、周囲の植物の成長につれて光が遮られるようになったため、同年オーストラリア海洋安全局(AMSA)が新しい灯台を建設した。この新しい灯台は高さ21メートルで、6つの光源が凡そ40キロメートル先まで洋上を照らしている。電力は太陽光発電で供給され、完全自動制御で無休運転されている。

### 滑走路の設置とリゾート化
1969年、ドン・アダムス(Don Adams 後に航空機メーカーシーバード・アヴィエーションを設立)が島に滑走路と宿泊施設を建設し、政府から観光用地の借用権を取得した。1977年にアダムスは借用権をバリア・リーフ航空(Barrier Reef Airways)に売却した。1984年にオーストラリア政府は小規模な観光施設建設の入札を行い、最初の入札者に開業させた。1992年には用地の借用権の権利者が変わったが、島でのガイド付きの野外活動として、岩礁の散策、グラスボート、シュノーケリング、島の史跡巡り、バードウォッチング、ウミガメ観察等が今も行われている。
2005年、用地借用権の満了に伴い権利更新が入札にかけられ、ゴールドコーストのビジネスマンが10年間の契約で取得した(10年間延長の権利あり)。これに伴い、「レディーエリオット島エコリゾート・マネージメント」(the Lady Elliot Island Eco Resort Management)が設立され、同社により島の施設が改修され、より環境に配慮されたものに刷新された。島への飛行機の運航は現在、ゴールドコーストのチャーター機専門の航空会社、シーエア・パシフィックにより運航されている。